# Membri ai Academiei Române - S
Aceasta este o listă a tuturor membrilor Academiei Române ale căror nume încep cu litera S, începând cu anul înființării Academiei Române (1866) până în prezent.
- Mihail Sadoveanu (1880 - 1961), scriitor, membru titular (1921)
- Oscar Sager (1894 - 1981), medic, membru titular (1963)
- Alexandru Sahia (1908 - 1937), scriitor, ales post-mortem (1948)
- Victor Emanuel Sahini (1927 - 2017), chimist, membru titular (1990)
- Marius Sala (1932 - 2018), lingvist, membru titular (2001)
- Alfons Oscar Saligny (1853 - 1903), chimist, membru corespondent (1902)
- Anghel Saligny (1854 - 1925), inginer, membru titular (1897), Președintele Academiei Române (1907 - 1910)
- Constantin Sandu-Aldea (1874 - 1927), inginer agronom, scriitor, membru corespondent (1919)
- Constantin A. Sandu-Ville (1897 - 1969), inginer agronom, membru corespondent (1955)
- Alexandru S. Sanielevici (1899 - 1969), fizician, membru corespondent (1955)
- Simion Sanielevici (1870 - 1963), matematician, membru de onoare (1948)
- Nicolae Saramandu (n. 1941), filolog, membru corespondent (2018)
- Theofil Sauciuc-Săveanu (1884 - 1971), istoric, membru corespondent (1945)
- Emilia Săulea (1904 - 1998), geologă, membru de onoare (1993)
- Mircea Ion Savul (1895 - 1964), geolog, geochimist, membru titular (1963)
- Traian Lorin Sălăgean (1929 - 1993), inginer, membru titular (1990)
- Nicolae Sălăgeanu (1907 - 1988), botanist, membru titular (1963)
- Ion Sălișteanu (1929 - 2011), pictor, membru corespondent (2006)
- Aureliu Emil Săndulescu (1932 - 2019), fizician, membru titular (1992)
- Mircea Ioan Valentin Săndulescu (1933 - 2015), inginer geolog, membru titular (1994)
- Nicolae N. Săulescu (n. 1939), inginer agronom, membru corespondent (1990)
- Alice Săvulescu (1905 - 1970), botanistă, membru titular (1963)
- Traian Săvulescu (1889 - 1963), botanist, membru titular (1936)
- Ion G. Sbiera (1836 - 1916), folclorist, istoric literar, membru fondator (1866)
- Horia Scutaru-Ungureanu (1943 - 2014), fizician, membru titular (1995)
- Eugen Segal (1933 - 2013), chimist, membru corespondent (1991)
- Petre Sergescu (1893 - 1954), matematician, membru corespondent (1937)
- Andrei P. Silard (1944 - 1993), inginer, membru corespondent (1993)
- Gheorghe Silaș (1914 - 2001), inginer, membru corespondent (1991)
- Grigore Silași (1836 - 1897), filolog, folclorist, membru de onoare (1877)
- Ion Alexandru Silberg (1937 - 2006), chimist, membru corespondent (1996)
- Anca Volumnia Sima (n. 1952), biofiziciană, membru corespondent (2004)
- Eugen Simion (n. 1933 - 2022), critic, istoric literar, membru titular (1992), Președintele Academiei Române (1998 - 2006)
- Bogdan Simionescu (1948 - 2024), inginer chimist, membru titular (2009)
- Cristofor I. Simionescu (1920 - 2007), inginer chimist, membru titular (1963)
- Ion Th. Simionescu (1873 - 1944), geolog, paleontolog, membru titular (1911)
- Maya Simionescu (n. 1937), biologă, membru titular (1991)
- Nicolae Simionescu (1926 - 1995), medic, membru titular (1991)
- Marin Simionescu-Râmniceanu (1883 - 1964), critic, istoric literar, scriitor, membru corespondent (1919)
- Zeno Virgil Gheorghe Simon (1935 - 2015), chimist, membru corespondent (1997)
- Dan Simonescu (1902 - 1993), istoric literar, bibliograf, membru de onoare (1992)
- Anastase Simu (1854 - 1935), colecționar de artă, membru de onoare (1933)
- Gheorghe Sin (n. 1942), agronom, membru corespondent (2006)
- Ivan Singer (n. 1929), matematician, membru corespondent (1992)
- Gheorghe Sion (1822 - 1892), scriitor, membru titular (1868)
- Ioan Slavici (1848 - 1925), scriitor, membru corespondent (1882)
- Victor Slăvescu (1891 - 1977), economist, om politic, membru titular (1939)
- Nichita P. Smochină (1894 - 1980), jurist, istoric, etnograf, folclorist, om politic, membru de onoare (1942)
- Mircea Socolescu (1902 - 1993), geolog, geofizician, membru de onoare (1993)
- Matei Socor (1908 - 1980), compozitor, dirijor, membru corespondent (1952)
- Șerban C. Solacolu (1905 - 1980), inginer chimist, membru corespondent (1963)
- Marin Sorescu (1936 - 1996), scriitor, membru titular (1992)
- Eugenia D. Soru (1901 - 1988), chimistă, membru corespondent (1955)
- Gheorghe Spacu (1883 - 1955), chimist, membru titular (1936)
- Petru George Spacu (1906 - 1995), chimist, membru titular (1990)
- Petre Spânul (1894 - 1962), medic veterinar, membru corespondent (1955)
- Tiberiu Spârchez (1899 - 1977), medic, membru corespondent (1963)
- Theodor Dimitrie Speranția (1856 - 1929), scriitor, folclorist, membru corespondent (1891)
- Victor Spinei (n. 1943), istoric, arheolog, membru corespondent (2001)
- Henri H. Stahl (1901 - 1991), sociolog, jurist, istoric, membru titular (1990)
- Irimie Staicu (1905 - 1989), inginer agronom, agrotehnician, membru corespondent (1963)
- Constantin (Costache) Stamati (1786 - 1869), scriitor, traducător, membru fondator (1866)
- Aurelian Stan (1910 - 2003), inginer, membru de onoare (1993)
- Dimitrie D. Stancu (1927 - 2014), matematician, membru de onoare (1999)
- Zaharia Stancu (1902 - 1974), scriitor, membru titular (1955)
- Nichita Stănescu (1933 - 1983), scriitor, ales post-mortem (1990)
- Vasile Stănescu (1925 - 2019), economist, jurist, membru de onoare (1999)
- Dumitru Stăniloae (1903 - 1993), preot, filosof, membru titular (1991)
- Ștefan Stâncă (1865 - 1897), medic, ales post-mortem (1948)
- Jean Alexandru Steriade (1880 - 1956), pictor, grafician, membru de onoare (1948)
- Stanciu Stoian (1900 - 1984), pedagog, membru corespondent (1963)
- Petre Stoica (n. 1949), inginer, membru de onoare (1999)
- Constantin C. Stoicescu (1881 - 1944), jurist, membru corespondent (1936)
- Nicolae Stoicescu (1924 - 1999), istoric, membru de onoare (1993)
- Simion Stoilow (1887 - 1961), matematician, membru titular (1945)
- Ioan Străjescu (1833 - 1873), om politic, membru fondator (1866)
- Vladimir Streinu (1902 - 1970), critic literar, membru post-mortem (2006)
- Vasile Stroescu (1845 - 1926), om politic, membru de onoare (1910)
- Dimitrie A. Sturdza-Miclăușanu (1833 - 1914), istoric, om politic, membru titular (1871)
- Dimitrie C. Sturdza-Scheianu (1839 - 1920), istoric, om politic, membru de onoare (1907)
- Carol Stanciu (n. 1938), medic, gastroenterolog, membru de onoare (2004)
- Marius Sturza (1876 - 1954), medic, membru de onoare (1938)
- Gheorghe Claudiu Suciu (1905 - 1990), chimist, membru titular (1990)
- Vasile Suciu (1873 - 1935), mitropolit, membru de onoare (1919)
- Alexandru Surdu (n. 1938), filosof, membru titular (1993)
- Ion C. Suruceanu (1851 - 1897), istoric, membru de onoare (1888)
- Alexandru A. Suțu (1837 - 1919), medic, membru corespondent (1888)
- Mihail C. Sutu (1841 - 1933), istoric, membru titular (1909)
- Iosif Szabo (1803 - 1874), botanist, farmacist, membru de onoare (1872)